# Шэнь Жун
Шэнь Жун (кит. 甚容, пиньинь Shěn Róng; род. 1936 г.) — китайская писательница.

## Биография
В 1951 году начала трудовую жизнь в Чунцине — сначала в книжном магазине для рабочих, затем в отделе писем газеты «Гупжэнь жибао». В 1954 году поступила в Пекинский институт русского языка и по окончании его работала переводчицей с русского языка, музыкальным редактором, учителем средней школы. В ходе Культурной революции была в 1969 году отправлена на «перевоспитание» крестьянским трудом в провинцию Шэньси — этот опыт лёг в основу её первых литературных произведений.
В 1975 году вышел первый роман Шэнь Жун «Вечно молодые», в 1979 году — повесть «Вечная весна» и рассказы. Повести «Средний возраст» и «Деревенская тайна», переведенные на русский язык, в Китае были отмечены премиями.

## Переводы на русский
Шэнь Жун Средний возраст. Пер. В.Аджимамудовой. Современная китайская проза.  М.: Известия, 1984 - с. 45 - 130
Шэнь Жун Минус десять лет.  Пер. Т. Сорокиной.  Современная новелла Китая — М.: Художественная литература, 1988 — с.493 - 510 - ISBN 5-280-00474-X
Шэнь Жун Деревенская тайна. Царь-дерево: современные китайские повести - М.: Радуга, 1989 - ISBN 5-05-002365-3